# Busso von Wedell
Busso Heinrich Christoph von Wedell, auch Wedell-Piesdorf (* 30. April 1804 in Piesdorf; † 24. Mai 1874 in Berlin) war ein preußischer Finanzbeamter und Regierungspräsident.

## Herkunft
Busso von Wedell war Sohn des Gottlob Heinrich Magnus von Wedel (* 7. Oktober 1769; † 30. Dezember 1831), Erbherr auf Piesdorf und Beweringen, und dessen Ehefrau Philippine von Wedel (* 14. August 1776; † 30. März 1835).

## Leben
Wedell war 1824 Auskultator am Kreisgericht und 1835 Regierungsrat in Frankfurt (Oder). Von 1844 bis 1848 war er Regierungspräsident des Regierungsbezirks Aachen, von 1850 bis 1851 des Regierungsbezirks Stralsund und von 1851 bis 1861 des Regierungsbezirks Merseburg.
1861 wurde er Direktor der Hauptverwaltung der Staatsschulden im preußischen Finanzministerium. Ihm wurde der Titel Wirklicher Geheimer Oberfinanzrat verliehen.
Er heiratete am 13. Oktober 1834 in Frankfurt an der Oder Freiin Pauline von der Reck (* 30. November 1805; † 2. April 1859). Das Paar hatte mehrere Kinder:
- Marie Luise Philippine Ottilie (* 13. Oktober 1835)
- Wilhelm Karl Heinrich Magnus (* 20. Mai 1837; † 11. Juli 1915), Minister des königlichen Hauses ⚭ Editha Sophie von Kotze (* 9. Januar 1843)
- Karl von Wedel-Piesdorf (* 19. Oktober 1845 in Aachen; † 7. November 1917) ⚭ Walpurgis (Wally) Lisette Fanny von Trotha (* 4. September 1860)